# إيشيوكا (إيباراكي)
إيشيوكا (باليابانية: 石岡市 إيشيوكا-شي) هي مدينة تقع في محافظة إيباراكي، اليابان. تأسست المدينة في 11 فبراير 1954.

## أعلام
- تاكاو واتانابي

## وصلات خارجية
- موقع بلدية إيشيوكا